# Uddannelsesstyrelsen
Uddannelsesstyrelsen er navnet på to historiske styrelser under Undervisningsministeriet.
Styrelsen blev første gang oprettet i 1998 og senest som led i omlægninger i centraladministrationen i det tidlige forår 2011, men blev lukket allerede fra årsskiftet som led i SRSF-regeringens ressortomlægning. Styrelsen eksisterede således kun i ti måneder.
Styrelsen varetog uddannelsernes indhold, administration og støtteordninger og var organiseret i tre hovedafdelinger. 